# 할린 (가수)
할린은 대한민국의 가수다. 2021년 싱글 《Square Blue》로 데뷔했다.

## 방송
- 수퍼비의 랩 학원 (2019) - Top24

## 음반
- Square Blue (2021)

## 피처링
- 화이트 로즈 - Rainy Night (2021)